# Karakumkanalen
Karakumkanalen er en kanal, som udgår fra floden Amu Darja. Kanalen ligger i det nuværende Turkmenistan.
Hovedformålet med at bygge den var at vande tørre ørkenområder i og omkring Karakumørkenen. Byggeriet indledtes 1954 og blev færdigt i 1988. Kanalen er ca. 1375 km lang. 
Området var en del af Sovjetunionen, da kanalen blev bygget. Sovjetunionen besluttede at bygge kanalen, fordi man manglede vand til landbrug i og omkring den barske ørken. Man dyrker nu bl.a. meget bomuld. I Turkmenistans hovedstad, Asjkhabad, afgiver kanalen meget vand, som bl.a. bruges til drikkevand.
Kanalen tager meget vand fra Amu Darja, som fylder Aralsøen op. Kanalen er derfor en af grundene til, at Aralsøen tørrer ud. Kanalen mister omkring 50% af sit vand, som går til spilde i ørkenen. 
38°15′16″N 57°49′09″Ø / 38.2544°N 57.8192°Ø